# علی‌بگ زنگنه
علی‌بَگ زنگنه یا عالی بالی بیگ زنگنه یک اشراف‌زادهٔ کُرد از ایل زنگنه بود که با مناصب مختلفی در دربار صفویان خدمت می‌کرد. علی‌بگ در دوران حکومت شاه عباس یکم (حکومت: ۱۵۷۱-۱۶۲۹( عنوان جلودار را دارا بود. او در ۱۶۱۸ به سمت امیرآخورباشی (ریاست اصطبل شاه)، و در دوران شاه صفی یکم (حکومت: ۱۶۱۱-۱۶۴۲) به عنوان عضو گارد سلطنتی (قورچی) منصوب شد. علی‌بگ زنگنه سه پسر به نام‌های شیخعلی‌خان زنگنه، نجف‌قلی‌بگ و شاهرخ‌سلطان داشت که در دربار خدمت می‌کردند.